# Brumby (Anglia)
Brumby – osada w Anglii, w Lincolnshire, w dystrykcie (unitary authority) North Lincolnshire. Leży 39,4 km od miasta Lincoln i 232,7 km od Londynu. W 1911 roku civil parish liczyła 1197 mieszkańców. Brumby jest wspomniana w Domesday Book (1086) jako Brunebi.